# Peaks of the Balkans
Peaks of the Balkans ist ein 192 Kilometer langer Fernwanderweg im Prokletije-Gebirge (Albanische Alpen). Er führt über zehn Tagesetappen durch Albanien, Kosovo und Montenegro.

## Geschichte
Dem neuen Wanderweg waren Bemühungen vorausgegangen, die Bevölkerung der verschiedenen Länder des Prokletijes einander näher zu bringen und Grenzen abzubauen. Insbesondere das Balkans Peace Park Project hatte sich bemüht, die alten Hirten- und Handelswege über die Grenze wieder zu öffnen. Die Deutsche Gesellschaft für Internationale Zusammenarbeit (GIZ) arbeitete seit 2006 an der Entwicklung des Bergtourismus in Theth und förderte die Kennzeichnung von Wanderwegen und die Publikation entsprechender Karten und Wanderführer.
Der Wanderweg wurde von der AGEG Tourism for Sustainability Consulting im Rahmen eines Projektes der GIZ angelegt und popularisiert. 2013 erhielt das Projekt die Auszeichnung „Tourism of Tomorrow“.

## Wegverlauf
Der Weg verläuft zum Teil durch erschlossene Täler, teilweise aber auch sehr abgeschieden in hochalpinen Regionen, wo als Übernachtungsmöglichkeiten nur einfache Alphütten zur Verfügung stehen. Der Weg ist deshalb nur für erfahrene Berggänger zu empfehlen. Der Weg führt teilweise durch Naturschutzgebiete wie den Nationalpark Theth, Nationalpark Valbonatal, Nationalpark Bjeshkët e Nemuna, das Naturreservat Lumi i Gashi und den Nationalpark Prokletije.

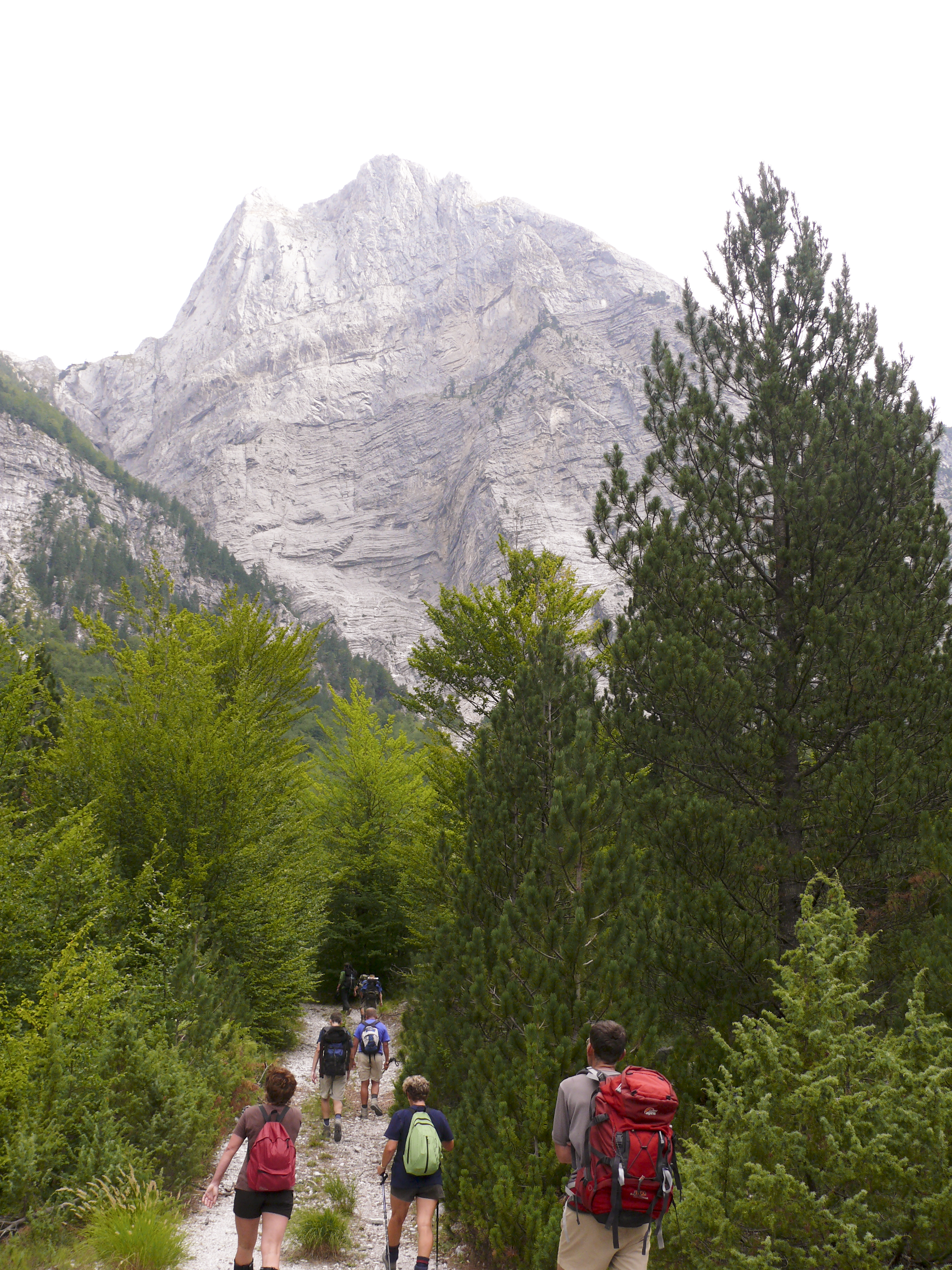
Wanderer im Tal von Theth vor dem Aufstieg zum Qafa e Pejës

- Theth (Albanien) – Qafa e Valbonës – Rragam – Valbona: 13,9 km
- Valbona – Çerem: 19,8 km
- Çerem – Alp Dobërdol: 15,64 km
- Dobërdol (Albanien) – Tromeđa – Alp Milishevc (Kosovo): 18,2 km
- Milishevc – Rugova-Schlucht – Reka e Allagës: 16,24 km
- Reka e Allagës – Pepaj – Drelaj – Dugaiva – Kuqishta (Čakorpass): 23,26 km
- Kuqishta (Kosovo) – Babino Polje (Montenegro): 15,8 km
- Babino Polje – Hrid – Plav: 20,31 km
- Plav – Bor (Berg) – Grlata  – Vusanje: 27,4 km
- Vusanje (Montenegro) – Qafa e Pejës (Albanien) – Theth: 21,35 km

Der Einstieg ist außer in Theth auch in anderen gut erreichbaren Orten wie Valbona, Plav, Vusanje und Peja möglich. Bei mehreren Etappen bietet es sich aufgrund der Länge an, sie auf mehrere Tagesabschnitte aufzuteilen, wobei nicht immer Unterkünfte zur Verfügung stehen.
Die Grenzübertritte erfolgen nicht auf offiziellen Grenzübergängen. Die nötigen Dokumente müssen vorab eingeholt werden.